# Viki Gabor
Viki Gabor, nacida como Wiktoria Genowefa Gabor (Hamburgo; 10 de julio de 2007) es una cantante polaca. Comenzó su carrera en 2019, como finalista en la segunda temporada de The Voice Kids Poland, y luego ganó el Festival de la Canción de Eurovisión Junior 2019 con la canción "Superhero". Ella es la segunda participante polaca en ganar el concurso, y su victoria marcó la primera vez que un país ganó el concurso dos veces seguidas.

## Primeros años
Gabor nació en Hamburgo en una familia polaca romaní. Después de su nacimiento, regresaron a Polonia; luego se mudaron al Reino Unido y tiempo después se establecieron en Cracovia cuando ella tenía siete años. Gabor tiene una hermana mayor llamada Melisa, que es compositora musical.

## Carrera

### 2019-presente: The Voice Kids Poland
A finales de 2018, Gabor compitió en las audiciones para la segunda temporada de The Voice Kids Poland. Se unió al equipo de Tomson & Baron, y continuó avanzando a través de la competencia, llegando a la final y lanzando su primer single "Time".
Después de The Voice Kids, Wiktoria fue seleccionada para interpretar "Time" en los Young Choice Awards del Top of the Top Sopot Festival 2019 .

### Eurovisión Junior 2019: La consolidación
Viki fue seleccionada para competir en el reiniciado Szansa na sukces, que se estaba utilizando para seleccionar al representante polaco para el Festival de la canción de Eurovisión Junior 2019. Ella avanzó a la final, donde finalmente fue declarada ganadora con la canción "Superhero". El festival se celebró el 24 de noviembre en Gliwice (Silesia). Gabor fue el acto undécimo de diecinueve participantes, y finalmente ganó la competencia, quedando en segundo lugar con los jurados profesionales y obteniendo el puntaje más alto con el voto de los fanáticos en línea. Esta victoria marcó a Gabor como la segunda participante polaca en ganar Eurovisión Junior, la primera vez que un artista representante de la nación anfitriona gana este festival e hizo de Polonia el primer país en ganar el concurso dos veces seguidas.

### Avance
Después de su experiencia en el Festival de Eurovisión Junior, Viki lanzó un sencillo, "Ramię w ramię" con Kayah, y meses después lanzó un segundo sencillo, "Getaway" a fines de abril de 2020.

## Vida personal
Los medios polacos han visto a Gabor y a la también joven cantante polaca Roksana Węgiel (también ganadora de Eurovisión Junior en 2018) como una rivalidad. Ambas cantantes han negado estas afirmaciones, con Viki describiendo a Roxie como 'un gran ejemplo a seguir'.

## Discografía

### Sencillos
- "Superhero"[2]
- "Ramię w ramię", junto a Kayah (Cantante)[3]
- "Getaway"[4]
- "Still Standing"
- "Forever And A Night "

## Premios y nominaciones
| Year | Ceremony            | Category                      | Result   |
| ---- | ------------------- | ----------------------------- | -------- |
| 2020 | Fryderyki 2020      | Nueva cara de la fonografía   | Nominada |
| 2020 | Fryderyki 2020      | Canción del año ("Superhero") | Nominada |
| 2020 | Fryderyki 2020      | Video del año ("Superhero")   | Nominada |
| 2020 | Kid's Choice Awards | Artista polaca favorita       | Nominada |

### The Voice Kids Poland (2019)
| Stage                    | Song                                         | Original Artist | Date                  | Order | Result                                             |
| ------------------------ | -------------------------------------------- | --------------- | --------------------- | ----- | -------------------------------------------------- |
| Blind Auditions          | "Roar"                                       | Katy Perry      | 19 de enero de 2019   | 7.7   | All three chairs turned Joined Team Tomson & Baron |
| Battle Rounds (Top 54)   | "Problem" (vs. Maria Nowak & Oliwia Tomczyk) | Ariana Grande   | 2 de febrero de 2019  | 11.1  | Saved by Coach                                     |
| Sing-off Rounds (Top 18) | "Roar"                                       | Katy Perry      | 2 de febrero de 2019  | 11.11 | Saved by Coach                                     |
| Finale (Top 9)           | "Who You Are"                                | Jessie J        | 23 de febrero de 2019 | 14.3  | Saved by Coach                                     |
| Grand-Finale (Final 3)   | "Human" (with Tomson & Baron)                | Rag'n'Bone Man  | 23 de febrero de 2019 | 14.10 | Runner-up                                          |
| Grand-Finale (Final 3)   | "Time" (original)                            | Viki Gabor      | 23 de febrero de 2019 | 14.13 | Runner-up                                          |